# Shalim-ahum
Shalim-ahum  (né vers 1950 av. J.-C.), était un roi de la période paléo-assyrienne, fils et successeur de Puzur-Assur I, fondateur de sa dynastie.
Il est cité dans la Chronique des rois. Le seul fait historique que nous connaissons, trouvé sur un bloc d'albâtre dans les ruines de la ville de Assur, est qu'il dédia un temple dans la ville du dieu Assur et s'intronisa de ce fait, iššiaku (gouverneur). Nous ne savons rien d'autre de lui.
Son fils Ilu-shuma lui succéda.

## Sources
- Federico Lara Peinado, Diccionario Biográfico del Mundo Antiguo: Egipto y Próximo Oriente, Editorial Aldebarán (1998),  (ISBN 84-88676-42-5)